# Obelisk ku Czci Pomordowanych Patriotów
Obelisk ku Czci Pomordowanych Patriotów – pomnik znajdujący się we Wrocławiu na skwerze przy skrzyżowaniu ul. Reymonta i ul. Kleczkowskiej. Upamiętnia ofiary nazizmu, zamordowane w pobliskim więzieniu.
Pomnik został zaprojektowany przez rzeźbiarza Wiesława Chmiela, jako praca dyplomowa pod kierunkiem artysty rzeźbiarza Jerzego Boronia i odsłonięty w obecnym miejscu w 1980 r. Zarządcą pomnika była Rada Ochrony Pamięci Walk i Męczeństwa (zlikwidowana na mocy ustawy z 29 kwietnia 2016 r. o zmianie ustawy o Instytucie Pamięci Narodowej – Komisji Ścigania Zbrodni przeciwko Narodowi Polskiemu oraz niektórych innych ustaw; jej kompetencje przejęło Ministerstwo Kultury i Dziedzictwa Narodowego oraz Instytut Pamięci Narodowej). 
Zbudowany z betonu w formie spękanego, ściętego obelisku z namalowaną, czerwoną kroplą krwi i napisem: "W hołdzie patriotom różnych narodowości, straconym w latach 1939-1945". Z tyłu ustawionych jest 5 masztów flagowych. Przed pomnikiem znajduje się 6 tablic metalowych na betonowych podstawach, upamiętniających 314 Polaków oraz Niemców i obywateli Czechosłowacji, zamordowanych we wspomnianym więzieniu za "opór przeciwko faszystowskiej dyktaturze." Napisy te są przetłumaczone na język czeski i język niemiecki.